# Čát masála
Čát masála (hindsky चाट मसाला, anglicky chaat masala) je indická směs koření, používaná k vylepšení chuti jídel a nápojů. Její doslovný překlad je chuťovka z koření, kořeněná chuťovka (čát - chuťovka, svačinka, masála - koření).

## Složení
Amčur (mangový prášek), asafoetida, černá sůl, džíra (římský kmín), hřebíček, chili, koriandr, máta, pipal, zázvor. Někdy se také přidává adžvajen, černý pepř, muškátový oříšek a semínka granátového jablka. Všechny složky jsou následně smíchány, poté vysušeny a výsledná směs se formuje do misky nebo na kovový tácek, popř. banánový list.

## Použití
Používá se k dochucení různorodých pokrmů.
- Studená kuchyně – zeleninové a ovocné saláty, jogurty, chipsy, sušenky, chlebíčky
- Teplá kuchyně – smažená jídla (maso, brambory, hranolky, zelenina), topinky, polévky, bramborová kaše
- Nápoje – zeleninové a ovocné šťávy.

## Léčivé využití
Kromě chuťového významu má směs, podle ajurvédy, také léčivé účinky:
- Amčur (mangový prášek) – zlepšuje metabolismus organismu
- Asafoetida – k usnadnění trávení, k posílení činnosti srdce a proti žaludečním potížím
- Černá sůl – má projímací účinky, proti nadýmání a bolestem břicha, proti střevním potížím a proti kašli a astmatu
- Džíra (římský kmín) – k zabránění plynatosti
- Hřebíček – k zabránění plynatosti, jako prevence koliky, k regulaci vnitřní teploty a proti kašli a astmatu
- Chilli – má příznivý účinek na zažívání
- Koriandr – působí jako afrodiziakum
- Máta – na regulaci vnitřní teploty
- Pipal – k léčbě bronchitidy a proti onemocnění sleziny
- Zázvor – k regulaci vnitřní teploty